# 哈里亞納語
哈里亞納語（天城文：हरियाणवी 或 हरयाणवी）是一種印度-雅利安語支語言，主要使用於印度哈里亞納邦與德里地區。該語言被歸類為西印地語方言群，與卡里波利方言和布拉吉語同屬一系，書寫系統採用天城文。
蘭格里方言是蘭哈爾族使用的哈里亞納語變體，現仍流通於巴基斯坦旁遮普省與信德省的穆哈吉爾人移民社群中，但在哈里亞納邦本地已日漸式微。此方言採用阿拉伯字母的波斯體變體書寫。

## 蘭格里方言
印巴分治後，約120萬講哈里亞納語的穆斯林從印度哈里亞納邦和德里遷移至巴基斯坦。如今在巴基斯坦，該語言是數百萬穆萊賈特人和蘭哈爾族穆斯林的母語，使用者分佈於旁遮普省數千個村莊、信德省數百個村莊以及巴基斯坦全境。1947年巴基斯坦獨立後，許多北方邦的蘭哈爾族也遷徙至巴基斯坦信德省，主要定居於卡拉奇。
這些族群主要聚居於拉合爾縣、謝胡布爾縣、巴克卡爾縣、巴哈瓦爾納加爾縣、拉希姆亞爾汗縣（特別是汗普爾特區）、奧卡拉縣、萊亞縣、韋赫里縣、薩希瓦爾縣、薩戈達縣的富拉爾萬地區以及木爾坦縣。在帕克帕坦縣、奧卡拉縣和巴哈瓦爾納加爾縣等蘭格里語使用者最密集的區域，居民多為小農戶，許多人服役於軍隊、警察和行政系統。他們維持著傳統的部落議會（蘭哈里語稱「panchayat」），處理輕微犯罪懲處與村莊合作項目等事務。
哈里亞納語使用者也分布於信德省的米爾布爾哈斯縣和納瓦布沙阿縣。多數蘭哈爾族現能使用雙語，除將烏爾都語作為國語、旁遮普語、薩萊基語和信德語作為地區語言外，仍以蘭格里語作為「第一語言」、「母語」、「村莊語言」或「社群語言」。首都伊斯蘭堡也有大量蘭哈爾族聚居，他們說話帶有蘭格里語口音。除了穆萊賈特人之外，巴基斯坦的和奧德族也以蘭哈里語為母語。

## 流行文化
寶萊塢電影如我和我的冠軍女兒、蘇丹和女王旅途皆以哈里亞納文化與語言為背景，這些作品在印度國內外廣獲好評，甚至引發非母語者的學習興趣。
哈里亞納語已成功進軍印度影視圈，電視劇，流行音樂與學術領域，隨著哈里亞納邦在體育、寶萊塢、國防、工業化與政治領域的影響力提升，哈里亞納語言文化也獲得顯著推廣。
電視劇《莫爾基》（2020-2022）中由阿馬爾·烏帕德海飾演的角色維倫德拉·普拉塔普·辛格便使用哈里亞納語。

## 備註
1. 1 2  指巴基斯坦蘭格里方言。